# 356 Liguria
A 356 Liguria (ideiglenes jelöléssel 1893 G) a Naprendszer kisbolygóövében található aszteroida. Auguste Charlois fedezte fel 1893. január 21-én.